# Banesco Banco Múltiple
Banesco Banco Múltiple es una organización financiera establecida en Santo Domingo, República Dominicana. Inició operaciones comerciales en el 2011, luego que en diciembre de 2010 la Junta Monetaria le permitiera ofrecer servicios para la banca personal, pequeñas y medianas empresas y corporaciones.
Banesco tiene sus orígenes en Venezuela, donde es líder del mercado de la banca privada, sin embargo, el Holding del grupo se ubica en España y la entidad dominicana es subsidiaria de Banesco Panamá.

## Historia
Banesco Internacional nace en Venezuela en el año 1986 con la creación de Escotet Casa de Bolsa. En el sector bancario comenzó su actividad en Venezuela en 1991 a través de la adquisición y toma de control de un banco regional denominado Grupo Bancentro, que a la postre se denominó Grupo Financiero Banesco.
Con el establecimiento de las operaciones en Panamá y Puerto Rico, entre 1992 y 1993, se inició el proceso de internacionalización de la corporación que se mantiene hasta la fecha.
En 2006 fue creado Banesco USA Bank con sede en Miami. Esta entidad se fusionó en el 2011 con Puerto Rico para dar lugar a Banesco USA. La presencia en la región de Latinoamérica y el Caribe fue reforzada con la llegada a la República Dominicana, con la autorización de Banesco Banco Múltiple en el 2011.
La expansión del Grupo continúa con la compra de SFA Banco en Curazao. Mientras que el 2019, Banesco USA adquiere Brickell Bank en Miami.

## Banesco Internacional
Además de su natural crecimiento orgánico, Banesco Internacional es el resultado de más de 20 fusiones y adquisiciones. Con operaciones en Estados Unidos y América Latina, tiene presencia en seis países y está conformado por cuatro Grupos financieros independientes: Banesco USA (Florida, Estados Unidos), Banesco Panamá, Banesco República Dominicana y Banesco Venezuela.
A diciembre del 2022, las entidades que integran Banesco Internacional contaban con 5,500 empleados y una red de 249 agencias que brindan servicio a más de 4,8 millones clientes. El volumen de negocio de Banesco Internacional en esa fecha era de 12,894 millones de dólares y su patrimonio neto ascendía a 997 millones de dólares.
Su fundador y principal accionista es el banquero y economista Juan Carlos Escotet Rodríguez. En la dirección de Banesco Internacional participan sus hijos, Carlos Alberto y Carlos Eduardo Escotet Alviarez.
Juan Carlos Escotet Rodríguez es también es el principal accionista de ABANCA, una entidad financiera independiente con sede en España y regulada por el Banco Central Europeo. ABANCA se ha posicionado como uno de los bancos más rentables de España. Tiene presencia en España, Portugal, Alemania, Francia, Suiza, Gran Bretaña, USA, Brasil, México, Venezuela y Panamá. 
En 2018 adquiere las operaciones del Banco Caixa Geral en España y filial portuguesa de Deutsche Bank Private & Commercial Client. Las más recientes adquisiciones de ABANCA son la entidad financiera del País Vasco Bankoa, y las sucursales en España del banco portugués Novo Banco, ambas en 2021.
ABANCA es el séptimo banco de España por el total de sus activos y su volumen de negocio supera los 185,000 millones de dólares. A diciembre de 2022 ocupaba 6,156 empleados y su capital (patrimonio neto) en esa fecha alcanzaba los 4,709 millones de dólares.